# Blepharis attenuata
Blepharis attenuata là một loài thực vật có hoa trong họ Ô rô. Loài này được Diana Margaret Napper mô tả khoa học đầu tiên năm 1972.

## Phân bố
Loài này có trong khu vực từ đông bắc Ai Cập tới Palestine, Jordan.

## Hình ảnh

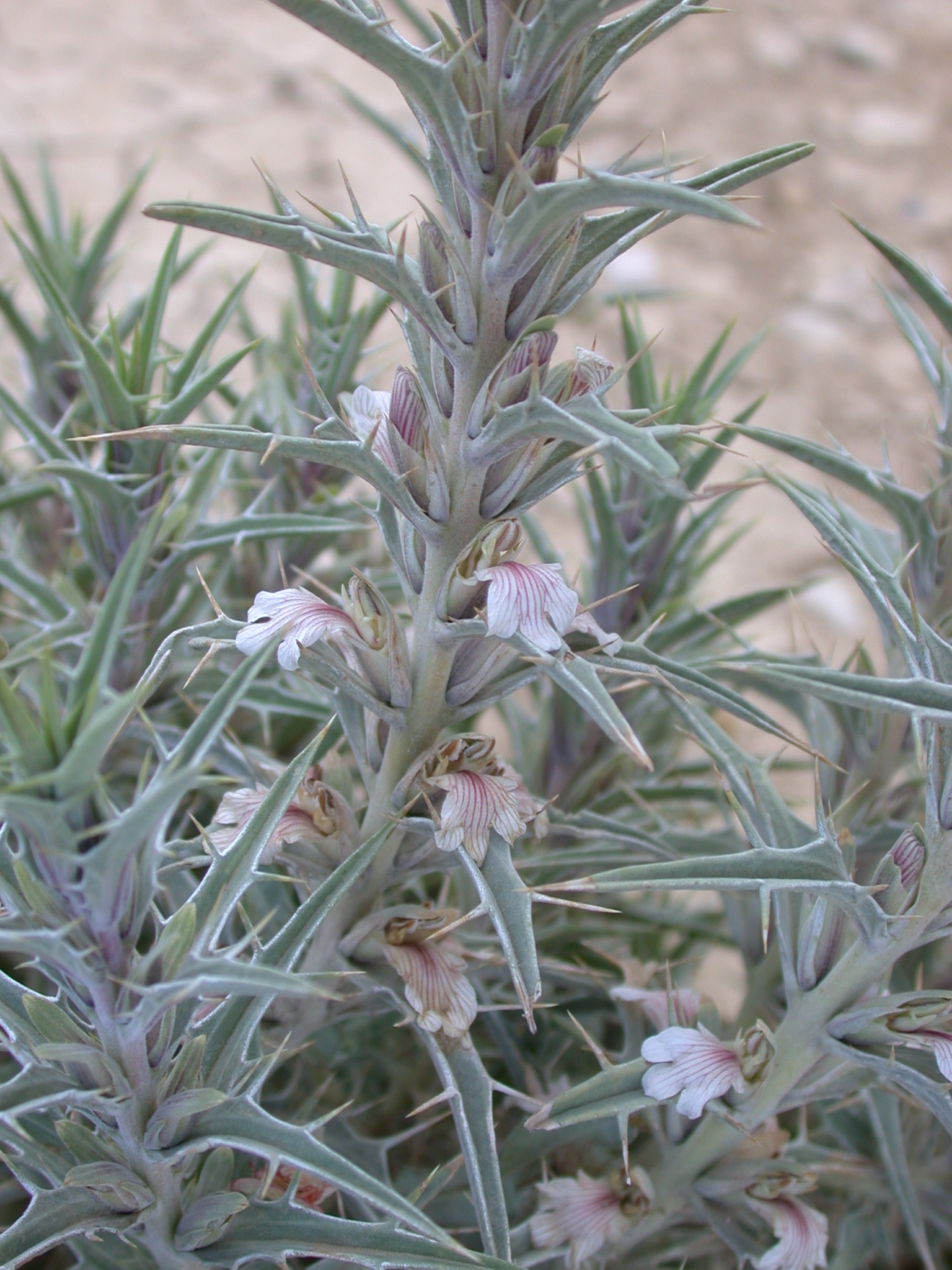